# Устаткування зневоднювальне
Устаткування зневоднювальне (англ. dewatering plant; нім. Entwässerungsanlage f) — споруди і апарати для відділення води від корисної копалини. Застосовується в заключних процесах збагачення корисних копалин, а також у нафтовій, рудній та інших видобувних промисловостях. У нафтовій промисловості У.з. застосовується при підготовці нафти до товарних кондицій з метою подальшого транспортування на нафтопереробні заводи.
Для твердого матеріалу з розміром частинок понад 3-5 мм використовують зневоднювальні устаткування для дренування в штабелях, грохоти, елеватори, фільтри, центрифуги. Зневоднення в штабелях здійснюється на дренажних складах, виконаних із залізобетону з вертикальними або похилими стінками і пологим дном, в якому обладнані дренажні канави. Іноді використовується дренувальний шар (постіль) з крупного щебеню. Як зневоднювальні устаткування застосовують вібраційні, резонансні і самобалансні грохоти. Для обводнених продуктів використовують дугові сита, де 75 % води видаляється за рахунок відцентрових сил. Зневоднення на елеваторах здійснюється дренуванням у процесі транспортування ковшами. Крім того, для зернистих матеріалів використовують спіральні і рейкові класифікатори (з кутом нахилу 16°). Зневоднення і транспортування продукту здійснюються при обертанні спіралі або руху гребкової рами. При крупності продукту, що зневоднюється, в межах 0-0,5 мм застосовують магнітні дешламатори, згущувачі, гідросепаратори, гідроциклони, центрифуги і магнітні сепаратори. Радіальні згущувачі застосовують при крупності матеріалу 0,03-5 мм. Термічна сушка продуктів збагачення здійснюється в основному в барабанних сушарках, іноді в конвеєрних сушарках, сушарках киплячого шару, трубах-сушарках і інш.